# Locomotora de Vapor 151F-3101
La Locomotora de vapor 151 F 3101 "Santa Fe" és una Locomotora fabricada per l'empresa La Maquinista Terrestre y Marítima a Barcelona el 1942 i que es troba conservada actualment al Museu del Ferrocarril de Catalunya, amb el número de registre 00022 d'ençà que va ingressar el 1981, com una donació de la companyia Renfe.

## Història
Als anys 40 del segle passat uns dels principals problemes de la xarxa ferroviària al Nord-est peninsular consistia a superar, fins i tot per als trens de mercaderies, la dura pendent de Brañuelas en el tram de León a Ponferrada a la línia de Palencia-Coruña, únic accés disponible per arribar a Galicia en tren. Per a poder solucionar el problema que suposava aquest coll d'ampolla, es va idear aquesta gran màquina de cinc eixos acoblats de gran potència, adient per a remolcar els pesants trens que transportaven carbó.
Aquesta màquina fou projectada l'any 1934 per a la companyia ferroviària del Nord. Les Santa Fe foren les locomotores més pesades, potents i amb més esforç de tracció d'Europa Occidental. Aquesta màquina de cinc eixos motrius, era el model idoni per a remolcar trens als perfils més durs. Per això resultava insuperable, un cop resolts els problemes tècnics derivats de les seves dimensions enormes. Es va dissenyar pretenent tenir una locomotora que fos capaç d'afrontar la difícil explotació, per motius orogràfics de l'esmentada línia de Palencia-Coruña. L'empresa encarregada de la seva construcció fou la Maquinista Terrestre i Marítima, ubicada a Barcelona. La seva presentació es va fer l'any 1942 en el trajecte Vilanova-Sant Vicenç de Calders.
Després es van enviar a la línia per a la que foren concebudes i on circularen fins a l'any 1961, Ocasionalment remolcaven trens de viatgers però, a causa del seu pes adherent i potència, resultaven més adequades per al remolc de trens de mercaderies, la qual cosa feren amb gran eficàcia. Amb l'extensió de les electrificacions de la zona, foren progressivament transferides, ja en mal estat, als dipòsits d'Arcos de Jalón i Madrid-Cerro Negro encara que es mantingueren en actiu donant altres serveis com remolcar mercaderies entre Puertollano i Calatayud fins que van ser donades de baixa definitivament el 1969.
De les 22 locomotores que es van construir només en queda una que es pot admirar al Museu del Ferrocarril de Catalunya on podràs pujar a la cabina, fer un cop d'ull a la quantitat i varietat d'instruments i imaginar la feina que suposava conduir una locomotora d'aquestes dimensions. Aquesta locomotora va ser sotmesa a una restauració integral de xapa i pintura als anys 1990-91.
Recentment ha estat novament restaurada per membres de l'Associació de Voluntaris del Museu (SiC) Arxivat 2013-01-31 a Wayback Machine., s'han fet actuacions en la xapa, pintura, polit i adequació del diferents aparells de la cabina de conducció (manòmetres, palanques, comandaments, vàlvules, etc.) així com dels elements exteriors per a deixar-la al seu estat original de fàbrica, ja que quan la màquina estava en explotació van pintar totes aquestes peces amb el mateix color negre de la locomotora.
La locomotora era molt diferent de totes les construïdes a Espanya fins a la data, amb unes dimensions colossals. La seva potència només va ser superada per les locomotores Confederación, construïdes molt més tard. La Santa Fe superava però a aquella en esforç tractor, és a dir, que era la locomotora que més carrega podia arrossegar de totes les que van circular a Espanya.
Aquestes locomotores formen part del conjunt de màquines amb numeració 151, disposició que assenyala la primera identitat de la locomotora i vol dir que la màquina disposa d'un eix portador davanter, 5 eixos motors i un eix portador al darrere. Són les úniques màquines de cinc eixos acoblats que han circulat a la xarxa espanyola. Disposen d'expansió simple i tres cilindres. Amb un pes de 213 tones són les locomotores més pesades dels ferrocarrils espanyols. La seva potencia en CV era de 3960, arribant a una velocitat màxima de 100 km/h.